# 有森涼
有森 涼（ありもり りょう、1992年7月23日 - ）は、日本のグラビアアイドル・AV女優。所属事務所はワイズエンターテイメント。

## 略歴・人物
趣味はドライブ、旅行、買い物。
2013年7月、イメージDVDデビュー。デビュー時の芸名は事原 みゆ（ことはら みゆ）で、当時の所属事務所はグランド。当時のプロフィールでは静岡県出身としていた。11月、プレミアムよりアダルトイメージDVDをリリース。
2014年2月、E-BODY専属でAVデビュー。12月以降は企画単体として活動している。2016年3月に現芸名に改名し事務所も移籍。プロフィールの出身地も千葉県に改めた。

## 作品

### イメージDVD
2013年
- 妄想彼女（7月27日、マックス）
- グラビアアイドル限界露出!（11月7日、プレミアム）[4]
- グラビアアイドル フェラ解禁!（12月7日、プレミアム）
- マンモロ!グラビアアイドル、初めてのクンニ（2014年1月7日、プレミアム）

### アダルトDVD
「事原みゆ」名義
2014年
- 現役人気グラビアアイドル、SEX解禁（2月13日 E-BODY）
- 4本番 グラドル絶頂エンドレス（3月13日 E-BODY）
- 男根ハンター〜ザーメン略奪オンナ泥棒〜（4月13日 E-BODY）
- 絶頂112回!!（5月13日 E-BODY）
- メガマラ猛ピストン（6月13日 E-BODY）
- 事原みゆのイカセ騎乗位（7月13日 E-BODY）
- 真正ナマ中出し（8月13日 E-BODY）
- 10人と本能むき出し 11連続セックス（9月13日 E-BODY）
- 美しきスーパーボディ潜入捜査官（10月13日 E-BODY）
- 24本番（11月13日 E-BODY）
- 中出しチアリーダー 絶叫オイルFUCK!（12月7日 BeFree）
- グラドルRQ着衣FUCK（12月18日 グローリークエスト）
- 中出しを教えるヤリマン巨乳OL（12月26日 本中）

2015年
- 卑猥に絶句、果て無き性欲の虜。（1月1日 TEPPAN）
- 女性限定シェアハウスレズビアン～ドロ沼化していく三角関係、一つ屋根の下で…（1月7日 ビビアン）
- ボンデージガール 連続絶頂痙攣SEX（1月7日 BeFree）
- シークレット・ランジェリー（1月10日 プレステージ）
- 湯けむり近親相姦 母子入浴交尾（2月1日 VENUS）
- ハイレグレースクイーン痴女（2月13日 ケイ・エム・プロデュース）
- Bi STYLE 絶世の究極BODY-普段は真面目な風紀委員…裏ではド痴女な淫乱女子校生（2月25日 美）
- 寝取らせ願望のある旦那に頼まれて男を誘惑させられ ギンギンに勃った他人棒で何度も突かれイかされまくった貞淑妻（3月3日 プレステージ）
- 麗しのレースクィーンと性交（3月6日 ドリームチケット）
- ドリシャッ!!（4月4日 ワープエンタテインメント）
- ノーパンパンスト女の着衣美尻FUCK（4月16日 グローリークエスト）
- kira★kira BLACK GALS 美巨乳W黒ギャルソープランド-発射無制限!超高級2輪車中出し泡姫GALS（4月19日 kira☆kira）
- Sザーメンドランカー（4月19日 エムズビデオグループ）
- フェロモンたっぷりのセクシーボディと情欲をそそるボディコンで従順な下僕社員を性奴隷に育て上げる美人女社長（4月23日 GARCON）
- 巨尻教授のヘビ舌で犯された巨乳生徒（5月1日 ヴィ）
- ランジェリーを纏ったイカせる痴女尻（5月8日 ケイ・エム・プロデュース）
- kira★kira BLACK GAL 逆痴漢 スーパーモデル級長身黒ギャルの強制搾取中出し（5月19日 kira☆kira）
- ネトラセーゼ 従業員の板前達に若女将の妻を寝盗らせる話し（5月28日 タカラ映像）
- ギャルシャッ！！（6月5日 WARP）
- マッスルビューティー（6月13日 ミル）
- 事原みゆが完全に満足するまで終わらせない濃厚セックス（7月3日 h.m.p）
- アイアンクリムゾン4（7月25日 ダスッ！）
- 本田莉子+事原みゆ 乗せていただいたお礼は体でお支払い!女2人 ヒッチハイクの旅 (10月9日、Hunter) 共演:本田莉子

「有森涼」名義
2017年
- ハダカの嬢熱大陸 有森涼のデビュードキュメント (6月25日、マックス・エー)
- マイクロミニスカートで社員を挑発するヤリマンドスケベ痴女OL (12月25日、WEEKENDER) 共演:ERIKA

2018年
- double 11 (1月26日、デジタルアーク) 共演: ERIKA

2019年
- ありのままの本気SEX (3月23日、GENEKI)

## 出演

### TV
- 志村&鶴瓶のあぶない交遊録17（2014年1月2日）ダンサー

### 映画
- うわこい 夢乃カオリ役（2014 糸杉柾宏 / 少年画報社 / エスピーオー）[5]

### WEB
- スパローズのギリギリセーフ!?（2013年9月5日、ニコジョッキー）#72
- GRAPHIS
- デジグラ

### 広告
- 不二ラテックス株式会社

## 書籍

### 雑誌
- 週刊プレイボーイ 清純派アイドルと行く「バイブバー」（2013年7月16日 No.30 集英社）
- 週刊アサヒ芸能　100％H果汁 Vol.38 (2014年2月10日 通巻3436号 徳間書店）
- 週刊実話　巻頭袋綴じ「SEXYDOLL」（2014年1月16日 通巻2869号 日本ジャーナル出版）

### 雑誌連載
- 東京スポーツ「男セン」（2014年2月 - ） - 連載